# Erasto Vasconcelos
Erasto de Holanda Vasconcelos (* 12. August 1947 in Olinda; † 27. Oktober 2016 in Paulista) war ein brasilianischer Musiker, der vor allem als Sänger, Arrangeur und Komponist hervorgetreten ist. Er war der Bruder des ebenfalls 2016 verstorbenen Perkussionisten Naná Vasconcelos.
Vasconcelos gilt als einer der bedeutenden Vertreter der Musikszene Pernambucos. In seiner 1965 eingeschlagenen Laufbahn arbeitete er unter anderem mit Gilberto Gil und Caetano Veloso und in New York mit Stan Getz zusammen. 1977 nahm er mit Marcio Montarroyos und Hermeto Pascoal das Album Stone Alliance auf. Als Perkussionist arbeitete er zwischen 1978 und 1980 auch mit Ornette Coleman und Cecil Taylor und ist auf Jon Hassells Earthquake Island und auf Ronald Shannon Jacksons Eye on You zu hören.
2005 erschien sein erstes Album unter eigenem Namen, Jornal da Palmeira, dessen Repertoire aus einem von ihm geschaffenen Musical stammt, das von Vogelgesang, regionalen Tänzen und Festen und Erinnerungen an Recife und Olinda erzählt, mit 12 eigenen Kompositionen, die er über einen Zeitraum von zwanzig Jahren komponierte. 2008 folgte das Album Estrela Brilhante.